# Карапетьян, Надежда Алексеевна
Надежда Алексеевна Карапетьян (род. 9 сентября 1959 год, Невьянск) — заслуженная артистка России (2000), солистка Ростовской областной филармонии. Заслуженный деятель Всероссийского музыкального общества.

## Биография
Родилась 9 сентября 1959 года в городе Невьянск Свердловской области. Мама — Зоя Фадеевна Шаманаева — отвела ее в музыкальную школу города Лесного.
Окончила ДМШ города Лесного (Свердловск-45) в 1966 году, училась у преподавателя Л. В. Петровой по классу фортепиано. В 1970 году завершила обучение в Нижегородском институте иностранных языков, в 1974 стала выпускницей Нижегородского музыкального училища. В Нижегородское музыкальное училище Надежда Карапетьян пришла благодаря педагогу Ирине Георгиевне Малининой, которая преподавала в Нижегородском институте иностранных языков, и посоветовала Надежде Карапетьян поступать в музыкальное училище.
В 1979 году закончила Ростовскую государственную консерваторию им. С. В. Рахманинова. Ее преподавателем был В. И. Васильев и Л. П. Зданович.
В 1979 году стала солисткой Ростовской областной филармонии. Обладательница меццо-сопрано. В 1998 году стала лауреатом II Всероссийского конкурса русского романса. Гастролировала в Германии.
В 2000 году ей присвоили звание заслуженной артистки России. Выступала на «Декабрьских вечерах» в Большом зале Московской филармонии.
Заслуженный деятель Всероссийского музыкального общества. Преподает академический вокал в филиале детской музыкальной школы им. Н. Римского-Корсакова в посёлке Чкаловском.